# فصل برداشت: بازار بزرگ
فصل برداشت: بازار بزرگ (به انگلیسی: Harvest Moon DS: Grand Bazaar) و (به ژاپنی: 牧場物語 ようこそ！風のバザールへ Bokujō Monogatari: Yōkoso! Kaze no Bazaar e) یکی از بازی‌های در سبک شبیه‌سازی مزرعه است که توسط شرکت سرگرمی مارویلس و ناتسومی طراحی و ساخته شد. این بازی که در سری بازی‌های فصل برداشت قرار دارد، برای نخستین بار در ۱۸ دسامبر ۲۰۰۸ و در ژاپن منتشر شد. این بازی در ۲۴ آگوست ۲۰۱۰ در ایالات متحده آمریکا نیز عرضه و در تابستان ۲۰۱۱ برای کشورهای حوزه اتحادیه اروپا نیز وارد بازار می‌گردد. فصل برداشت: بازار بزرگ، به شکل اختصاصی برای کنسول بازی دستی نینتندو دی‌اس طراحی گردیده است.
این بازی، پنجمین نسخه از این سری می‌باشد که برای کنسول دستی نینتندو دی‌اس عرضه شده است.